# 博薩諾
博薩諾（葡萄牙語：Bozano）是巴西的城鎮，位於該國南部，由南里奧格蘭德州負責管轄，始建於1996年，面積201平方公里，2010年人口2,200，人口密度每平方公里10.94人。
28°22′4″S 53°46′15″W / 28.36778°S 53.77083°W